# 不死之草
不死草是中国古代传说中的一种植物，又名“养神芝”。叶子像菰草，苗丛生，长三四尺，生长在十洲三岛中的祖洲，被仙人种在琼田里。将叶子覆盖在死人的脸上，可使人死而复生，活人服食可长生。据说秦始皇派徐福出海寻找的不死药就是此物。美索不达米亚的史诗《吉尔伽美什》中，亦有类似的不死草存在：吉尔伽美什历经种种磨难，终于得到了不死草，但蛇趁他洗澡时却将灵草偷吃，自此后，蛇能够蜕皮重获新生。

## 记载
- 《十洲记》：“上有不死之草，草形如菰，苗长三四尺，人已死三日者，以草覆之皆当时活也。服之令人长生。昔秦始皇大苑中，多枉死者横道，有鸟如乌状，衔此草覆死人面，当时起坐而自活也。有司闻奏，始皇遣使者赍草以问北郭鬼谷先生。鬼谷先生云：“臣尝闻东海祖洲上有不死之草，生玉田中，或名为养神芝。其叶似菰，苗丛生，一株可活一人。”始皇于是慨然言曰，可采得否？乃使使者徐福，发童男童女五百人，率摄楼船等入海寻祖洲，遂不返。”
- 《仙传拾遗》：“此草是祖洲不死草也。生在琼田中，亦名养神芝。其叶似菰，不丛生，一株可活千人耳。”
- 《括地图》：“神惧，以刃自贯其心而死。禹哀之，瘗以不死草，皆生，是名穿胸国。”
- 《吉尔伽美什史诗》—— 第十一块石板：“那是一种植物，形似枸杞，且带有像玫瑰一样的荆棘。（There is a plant... like a boxthorn,whose thorns will prick your hand like a rose.）”